# ادستوک، کبک
ادستوک (به فرانسوی: Adstock) شهری در منطقه شهری له آپالاش ناحیه شودییر-آپالاش در استان کبک کانادا است. در سرشماری سال ۲۰۱۱ این شهر ۲٬۵۲۰ نفر جمعیت داشته و مساحت آن ۲۸۹٫۲۲ کیلومتر مربع است.